# Olimpia Posen

Vereinswappen von Olimpia Posen

Olimpia Posen (polnisch: Olimpia Poznań) ist ein polnischer Sport- und ehemaliger Fußballverein aus Posen. Gegründet wurde er 1945 als ein Sportverein der Miliz.

## Geschichte
Gegründet wurde der Verein 1945 unter dem Namen Milicyjny Klub Sportowy. 1948 bekam der Verein wie alle anderen Sportvereine der Miliz den Namen Gwardia. Seit 1957 heißt der Verein Olimpia.

## Erfolge

### Fußball
- 5. Platz in der Ekstraklasa – Saison 1989/1990
- 9 Spielzeiten in der Ekstraklasa – letzte Saison 1993
- Halbfinale des Polnischen Pokals – Saison 1990/1991

### Basketball der Frauen
- Polnischer Meister 1993, 1994
- Polnischer Juniorenmeister 2001, 2002